# Онуфрий Велики
Св. Онуфрий Велики е раннохристиянски светец, египетски отшелник от IV век. Почитан е като светец от Православната, Католическата и Древните източноправославни църкви. Има православна традиция за освещаване на гробищни църкви в негова чест.
Според биографа му Пафнутий, Онуфрий живял в пустинята в пълно уединение в продължение на 60 години. Получава образованието си в тиваидския манастир Ерити близо до Хермиполис, където научава от старците за отшелниците и решава да им подражава. Тайно напуска манастира и отива в тиваидската пустиня в Египет, където среща отшелник, който става негов наставник. В продължение на няколко години старецът учи Онуфрий да се бори с „дяволските изкушения“, а след това, убеден в силата на духа на своя ученик, го оставя сам. Всяка година учителят идва при Онуфрий и умира по време на едно от посещенията. Онуфрий разказва на Пафнутий за чудесата, които съпътствали живота му в пустинята, като това че ангели му се явявали, които на него и на други пустинни обитатели в събота и неделя давали причастие. След една прекарана нощ в молитви, на сутринта Онуфрий починал, завещавайки на Пафнутий да разкаже за живота му на други пожелали да се откажат от плътските наслади и да прекарат живота си в пост, уединение и размисъл. Пафнутий увил тялото на Онуфрий в хастара на дрехите си и го погребал в каменен ковчег.